# Ferrowyllieite
La ferrowyllieite è un minerale.